# Cerkiewny Wiestnik
Cerkiewny Wiestnik. Miesięcznik Polskiego Autokefalicznego Kościoła Prawosławnego – ogólnopolski prawosławny kwartalnik, będący oficjalnym organem Polskiego Autokefalicznego Kościoła Prawosławnego. Ukazuje się od 1954 roku w Warszawie. Początkowo był miesięcznikiem, od 1998 jest kwartalnikiem. Pismo publikuje artykuły w języku polskim, białoruskim, ukraińskim i rosyjskim. 